# 維薩維薩山
14°07′04″S 70°47′17″W / 14.11778°S 70.78806°W
維薩維薩山（Huisahuisa），是秘魯的山峰，位於該國東南部普諾大區，由梅爾加省的努尼奧瓦區負責管轄，屬於韋爾卡努塔山脈的一部分，海拔高度約5,300米。